# Acontistoptera brasiliensis
Acontistoptera brasiliensis är en tvåvingeart som beskrevs av Schmitz 1914. Acontistoptera brasiliensis ingår i släktet Acontistoptera och familjen puckelflugor. Inga underarter finns listade i Catalogue of Life.